# Mooseman
Lloyd „Mooseman“ Roberts III (geboren am 24. Dezember 1962 in Bernice, Louisiana; gestorben am 22. Februar 2001 in Los Angeles) war ein amerikanischer Bassist. Er wurde vor allem bekannt als Mitgründer und Bassist der Rap-Metal-Band Body Count und spielte nach seinem Ausscheiden aus der Band für Iggy Pop. 2001 wurde er bei einer Schießerei in Los Angeles getötet.

## Karriere
Lloyd Roberts wurde 1962 in Bernice in Louisiana geboren. Er ging auf die Crenshaw High School in South Central Los Angeles und spielte dort in der High-School-Band, wo er auch seine späteren Bandkollegen Ice-T, Ernie C, Beatmaster V und D-Roc (Dennis Miles) kennenlernte. Als „Mooseman“ wurde vor allem als Bassist von Body Count bekannt. Er war eines der Gründungsmitglieder und Songwriter der Band und trug wesentlich zum Erfolg der Band bei. Dabei spielt er den Bass auf den ersten beiden Alben der Band, Body Count und Born Dead und verließ die Band 1996.
Nach Body Count spielte er unter seinem Namen Lloyd Roberts mit Iggy Pop und nahm mit diesem das Studioalbum Beat Em Up auf, bei dem er als Bassist und für einzelne Songs auch als Autor aktiv wurde. Nach den Aufnahmen zu Beat Em Up wurde Mooseman als nicht Beteiligter bei einer Schießerei im Vorbeifahren (Drive-by-Shooting) in Los Angeles tödlich getroffen und verstarb vor Ort. Iggy Pop widmete ihm das Album.

## Belege
1. 1 2 3  Body Count auf laut.de; abgerufen am 2. August 2020.
2. ↑  Body Count – Body Count bei Discogs; abgerufen am 2. August 2020.
3. ↑  Body Count – Born Dead bei Discogs; abgerufen am 2. August 2020.
4. ↑  Iggy Pop – Beat Em Up bei Discogs; abgerufen am 2. August 2020.
5. ↑  Beat Em Up: Fall Tour USA 2001, 18. Oktober 2001; abgerufen am 2. August 2020.